# (2614) Torrence
(2614) Torrence est un astéroïde de la ceinture principale.

## Description
(2614) Torrence est un astéroïde de la ceinture principale. Il fut découvert le 11 juin 1980 à l'Observatoire Palomar par Carolyn S. Shoemaker. Il présente une orbite caractérisée par un demi-grand axe de 2,34 UA, une excentricité de 0,17 et une inclinaison de 6,9° par rapport à l'écliptique.

## Compléments